# Tom Burke (skådespelare)
Tom Burke, född 30 juni 1981 i Kent, är en brittisk skådespelare.
Burke har bland annat medverkat i TV-serien Strike. Han har även medverkat i filmerna En fiende att dö för och Furiosa: A Mad Max Saga.

## Filmografi (i urval)
- 2007 – I Want Candy
- 2012 – En fiende att dö för
- 2017–2022 – Strike (TV-serie)
- 2021 – Modern Love (TV-serie)
- 2024 – Furiosa: A Mad Max Saga
- 2025 – Black Bag